# スタニスラフ・ブーニン
スタニスラフ・スタニスラヴォヴィチ・ブーニン （ロシア語: Станисла́в Станисла́вович Бу́нин, 英語: Stanislav Stanislavovich Bunin、1966年9月25日 - ）は、ロシアのピアニスト。ドイツと日本（東京）に在住。祖父はゲンリフ・ネイガウス、父はスタニスラフ・ネイガウス。

## 経歴
1966年、ソ連時代のモスクワ生まれ。父は当時の名ピアニストスタニスラフ・ネイガウス、祖父はモスクワ音楽院の名教授でギレリス、リヒテルの師でもあるゲンリフ・ネイガウスである。母もまたピアニストでモスクワ音楽院出身で同教師でもある。
4歳から母にピアノの手ほどきを受け、その後も英才教育を受ける。そして、17歳でロン＝ティボー国際コンクール（パリ）で最年少優勝を果たす。翌1984年よりショパン研究家のセルゲイ・ドレンスキーに師事した。1985年10月に19歳で第11回ショパン国際ピアノコンクールで優勝したときには、「協奏曲賞」及び「ポロネーズ賞」までも同時に受賞した。この時のショパン作曲『華麗なる円舞曲』作品34の第3曲「猫のワルツ」の高速演奏は取り分け有名で、普通は曲目の間では拍手はしないコンクールであるにもかかわらず、演奏が終わるや感激のあまり聴衆が拍手をはじめてしまうほどであった。
1988年6月に西ドイツに亡命。ヨーロッパ各地での活動に駆け回ったが、新録音の契約は難航を極めた。1989年に東芝EMIと契約し、その最初のリリースCD「バッハリサイタル」が90年の日本ゴールドディスク大賞を受賞した。最も得意分野のショパンのほか、ベートーヴェンのピアノソナタ、シューマン、J. S. バッハ、モーツァルトとレパートリーを広げていた。 
1990年代以降はメジャーレーベルから離れてしまい、ヨーロッパからの新録音の話はほとんどないが、来日時から人気のある日本で主にCDリリースを行い、演奏活動を続けている。一度だけ録音にブリュートナーを使ったが、2022年現在の彼は自宅にファツィオリを持ち込んで練習している。

## 日本とのかかわり
- 日本では最も有名な外国人ピアニストの一人であった。ピアノコンクールとして非常に高い権威を誇るショパン国際ピアノコンクール（開催地：ワルシャワ）の第11回大会（1985年10月1日～21日）を19歳の若さで優勝した際の様子がNHKの特集番組「NHK特集 ショパンコンクール'85　～若き挑戦者たちの20日間～」で放送されたことが発端となり、日本において「ブーニン・フィーバー」などと呼ばれる現象が巻き起こり、クラシック音楽ファンの裾野を広げるきっかけとなった。ブーニンの演奏解釈は、専門家の間においてはどちらかというと異端的と評され、ピアノ界においては主流のものとはみなされなかったが、非常にメリハリの利いたキレの有る彼の演奏は、これまでクラシック音楽に疎遠であった人々の間においても大いに歓迎された。「ブーニン・フィーバー」を期にブーニン自身は日本を非常に好意的に思うようになり、頻繁に来日演奏会を催している。
- 妻は日本人であり、家も日本にある。
- その他多くのボランティア・チャリティーコンサートも日本で行ってきており、1993年（平成5年）7月12日の北海道南西沖地震の際には、ピアノを抱え奥尻島を訪問し、演奏会を行った。その時のピアノは奥尻町立宮津小学校に寄贈され、同島では丁重に保管されている。また、1995年（平成7年）3月21日には、阪神・淡路大震災で被災した子供達のためのイベント「おーいあつまれこうべっ子フェスタ」（神戸市）で演奏を行った。さらに、2011年（平成23年）7月26日には、東日本大震災で被災した子供達を支援するガラ・コンサート（東京都）を開催し、2012年（平成24年）3月21日には仙台市太白区の仙台三桜高校で開かれた東日本大震災1周年追悼コンサートに出演した。また、2012年（平成24年）7月1日には北朝鮮による拉致被害者家族会を支援するチャリティー公演（横浜市）も開催した。

## 著書
スタニスラフ・ブーニン 著、松野明子 訳『カーテンコールのあとで』主婦と生活社、1990年10月11日。ISBN 978-4391112856。 NCID BN05655931。
- 母は旧ソ連でのピアニストの暮らしを考え、息子をピアニストにしたくなかった。しかし、息子が耳から聞いた音楽を譜面も見ずにピアノで上手く再現したのを見て、息子がその方面に進むことを認めた。

- 幼少期に両親は離婚。引き取られた母のアパートでピアノの練習をしたが、近隣住民から騒音苦情があり（練習時間も制約され）大変であった。

- その後、演奏力を高め、国外での演奏活動の機会も出てきたが、逃亡(亡命)防止のため、当局関係者が随行したり、権威あるコンクールで優勝すると、今度は当局がプロパガンダに利用しようとしたりと、不自由で制約が多く、意思決定も自分でできない状況にあった。

- そのような（旧体制の）母国に見切りをつけ、母とともに西ドイツへ亡命。当局に摘発されれば、厳しい処罰を受ける事は必至であったが、亡命を実現。以後、日本も含めて演奏活動の場を広げた。

- 最終章に日本についての詳述があり、日本の聴衆の魅力は芸術への高い見識・理解力がある（この事は日本のコンサートホールで演奏し始めてすぐ分かった）とのこと。ヨーロッパの聴衆は（伝統的にコンサートにくる習慣はあるが）必ずしもそうとも言えないとのこと。

- 写真のページには、父スタニスラフ・ネイガウスの写真があるが、息子は父の容姿も強く受け継いでいることが分かる。

## ドキュメンタリー
- 「それでも私はピアノを弾く 〜天才ピアニスト・ブーニン 9年の空白を越えて〜」（2022年10月21日、NHK-BSP）[9]
- 「〜天才ピアニスト 10年の空白を越えて〜」（2023年1月1日、NHK総合）[10]

## 備考
- 公的な場で話す際には、ドイツ語を用いている。日本語への通訳が必要な場合は、妻が行っている[11]。日本語も話すことができる[12][13]。

- ピアニストの辻井伸行も影響を受けた。幼少期の辻井は、ブーニンの演奏する英雄ポロネーズ[14]が聞こえた時だけ特別な反応（手足をバタバタさせて全身で喜びを表現する）を見せたが、他の演奏家の英雄ポロネーズを聞かせても機嫌が直ることはなかった[15]。

- 徹子の部屋（2010年（平成22年）9月15日放映回）に出演した際、梅干し好きであることを明かした。これがきっかけで、後に和歌山県民文化会館でのリサイタル（2010年（平成22年）11月13日）の後、和歌山県紀州梅の会から梅干しと梅酒を贈呈された。

- 息子もピアニストであり、父親とは違いクラシックではなくジャズの方面を歩んだ。モーツァルトの2台ピアノ作品を披露し、親子共演も実現したことがある[16]。現在は、スイスの大学で量子物理学を専攻している（NHK-BS）。